# Селиванов, Олег Михайлович
Олег Михайлович Селиванов (3 августа 1951 год, Алексеевка — 19 февраля 2019, Новокуйбышевск) — советский хоккеист на траве и судья по русскому хоккею.

## Биография
В детско-юношеском возрасте Селиванов пробовал свои силы на футбольно-хоккейных полях Новокуйбышевска, а с 1973 переключился на судейство. Судил матчи команд высшей лиги, с 1989 по 2001 год регулярно входил в списки лучших арбитров сезона. Арбитр ФИБ (с 1989). В его послужном списке матчи чемпионатов мира, чемпионатов мира среди юношей, финальные игры чемпионата (1994-1996) и Кубка России (1987-2001), матчи Кубка мира (1997, 2001), Кубка Европейских чемпионов. Летом судил матчи по хоккею на траве (судья республиканской категории).
В Новокуйбышевске работал директором стадиона «Нефтяник», нёс большую общественно-спортивную нагрузку. Тренировал клубные команды «Нефтяника», был председателем коллектива физической культуры «Строитель», некоторое время возглавлял Федерацию хоккея с мячом Самарской области.
В 1993 году Селиванов окончил Омский государственный институт физической культуры.
По достижении возрастного ценза арбитра в поле весь свой опыт переключил на инспектирование матчей и подготовку молодых арбитров. Инспектору Селиванову доверяли самые ответственные матчи чемпионата. Будучи членом Судейского комитета ФХМР отвечал за работу его методической комиссии, которая разрабатывала рекомендации и пособия по методике судейства, вносила предложения по совершенствованию правил игры. На ежегодных учебно-методических сборах судей, во время предварительных этапов кубка России, в качестве преподавателя передавал свой богатый судейский опыт следующим поколениям арбитров.
Последний матч Селиванов инспектировал в Ульяновске между «Волга» — «Уральский Трубник» (15.02.2019).

## Достижения
- входил в список 10 лучших судей Федерации хоккея с мячом СССР (1989-2001)